# Hvolsvöllur

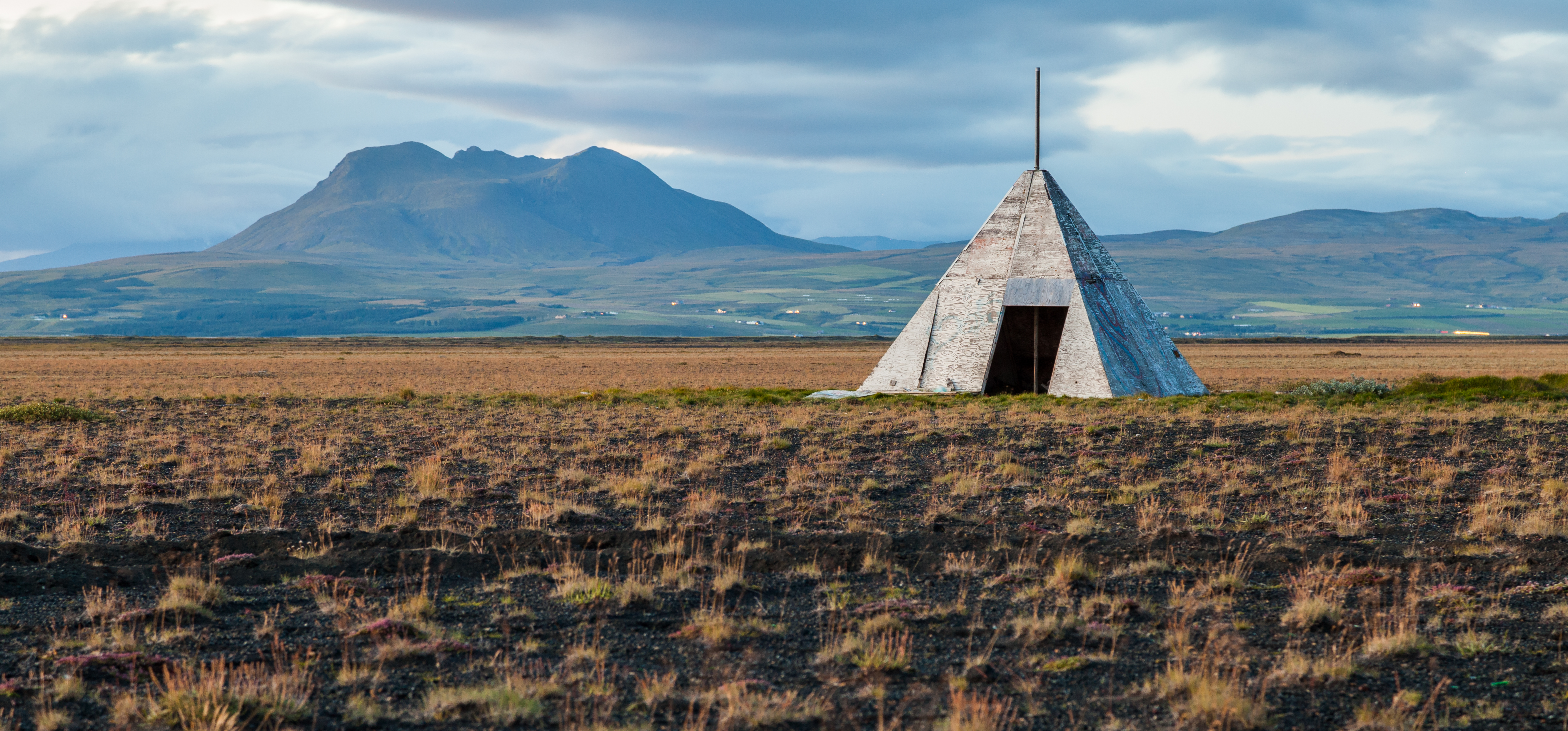
Un ancien aéroport près de Hvolsvöllur.

Hvolsvöllur est une localité islandaise de la municipalité de Rangárþing eystra située au sud de l'île, dans la région de Suðurland. En 2011, le village comptait 860 habitants.
Hvolsvöllur constitue un excellent emplacement pour partir à la découverte du sud de l’Islande. Son emplacement central la rend idéale pour les excursions d'une journée dans la région, puis pour une bonne nuit de sommeil dans l'un des nombreux types d'hébergements.
Les principales activités de Hvolsvöllur sont les services consacrés à l'agriculture, aux zones environnantes et au secteur du tourisme. C'est en fait la seule ville d'Islande à ne pas avoir été établie en bord de mer ou d'une rivière, mais étant un véritable centre de services pour la région.

## Histoire
La saga de Njáll se déroule à Hvolsvöllur.